# Copart
Copart, Inc. er en amerikansk udbyder af online bilauktioner og bilmarkedsføringsservice. Copart har ca. 200 lokationer i verden.
Copart blev etableret i 1982 af Willis J. Johnson i Vallejo, Californien.